# 矢口清治
矢口 清治（やぐち きよはる、1959年10月28日 - ）は、群馬県桐生市出身のラジオDJ、音楽ライター。早稲田大学教育学部卒業。

## プロフィール
大学時代に湯川れい子がDJをつとめるラジオ日本「American Top 40」アシスタントDJコンテストに合格したことをきっかけに音楽業界に入る。その後「American Top 40」を経て、東京、横浜、大阪、京都等各地のFM局で活躍。2005年3月から2016年3月まで、NHK-FMミュージックプラザ（旧第2部）ポップス木曜日を担当していた。
音楽ライターとしてはエルトン・ジョン、セリーヌ・ディオン、ビリー・ジョエル、イーグルス、ミート・ローフ、ロッド・スチュワート等のCDライナーノーツを手がけ、ミュージック・マガジンやレコード・コレクターズなど音楽雑誌への執筆も多数。

## エピソード
- 幼少時、熊本市に在住。熊本市立託麻原小学校に通った。その後、仙台、千葉と引越す。（2016年10月17日・ラジオ日本「全米トップ40 THE 80'S DELUXE EDITION」内にて本人談）
- 現在は神奈川県横浜市在住。自動車免許は持たない主義。
- American Top 40では出演者に山本さゆりはチャッピー、今泉圭姫子はスヌーピーといったニックネームがあり定着していた。矢口も一時期アンソニーという名前で売り出そうとしたが、今泉がキャンディ・キャンディのアンソニーを連想して必ず吹き出すので定着しなかった。 アンソニーにしようとした理由は矢口が本番組に投稿して最初に読まれたのが、ビリー・ジョエル"Moving Out(The Anthony's Song)"の訳詞だったからである。
- 洋楽への関わりが非常に強い人物であるが、J-POPや歌謡曲など邦楽に関する知識も豊富である。
- 自分の担当番組において決まった時期に必ずかけるお約束の曲がいくつか存在する。例えば1月最終週はパイロットの"January"、6月最終週はModern Romanceの"Walking In The Rain"、9月最終週は ロッド・スチュワートの"Maggie May"、クリスマス時期はダン・フォーゲルバーグの"Same Old Lang Syne (懐かしき恋人の歌)"など。
- 1986年頃から担当番組の年末最後の放送ではその年最も気に入った洋楽ヒット曲を1曲紹介することにしている。
- 数多くのライナー・ノーツ執筆を手掛けているが、ミリ・ヴァニリのデビュー・アルバムの担当も矢口清治であった。そこでは1990年を引き続きおもしろくしてくれるアーティストのひとつはミリ・ヴァニリに違いないと締めくくられている。実際は本人達が歌っておらず影武者が歌っており、グラミー賞受賞も剥奪され音楽業界追放となった。
- 横浜ベイスターズで佐々木主浩投手が「ハマの大魔神」のニックネームで活躍していた頃、金曜日午後に仕事を持っていたFM OSAKAで、別の曜日の同じ時間帯に仕事を持っていた谷口キヨコに対抗して、番組内で「キヨッピー」「ハマのキヨピー」というニックネームを持たせようとする動きがあった。しかし、本人やスタッフの期待に反して、反響が小さく、この呼び名は定着しなかった。

## 出演
○は関東、●は関西、無表記はその他

### 現在
- ○全米トップ40 THE 80'S DELUXE EDITION （ラジオ日本 木曜 25:00-26:00 2010年10月 - ）

### 過去
- ディスカバー・カーペンターズ（NHKラジオ第1、2022年4月 - 2023年4月）
- ○ミュージックプラザ （旧第2部）ポップス （NHK-FM 木曜 16:00-17:20 2005年3月-2016年3月）
- 全米トップ40（ラジオ日本）[1]
- 全英トップ40（ラジオ日本）[1]
- U.S.Aトップ100（ラジオ日本）[1]
- 恋するスタジオ ザ・ポップ（ラジオ日本）[1]
- アーティストスペシャル-AMネット局（局によっては『マンスリーアーティストスペシャル』、『ビッグアーティストスペシャル』とタイトルが異なる）
- ○ミツトヨ・ミュージック･トゥデイ （FM東京）[1]
- ポップスアーティスト名鑑 (NHK-FM)
- ○TRIPLE M -MUSIC MAN'S MORNING SHOW-（InterFM 月曜-木曜 6:00-9:00 2001年4月-2001年9月）
- ○Inter TOP 30（InterFM 土曜 17:00-19:00 2001年10月-2003年3月）
- ○MIND YOU! SAIL ON GROOVY（FMヨコハマ、1989年4月 - 終了時期不明）
- ○GOOD MORNING YOKOHAMA（FMヨコハマ、開始時期不明 - 1998年3月）
- ○THE MORNING（FMヨコハマ、1998年4月 - 2001年3月）
- ○Music Freeway（NACK5 月曜～木曜 23:00-23:30 2017年4月 - 2023年12月）
- EX-BEAT （ZIP-FM 月曜～木曜 24:00-25:00　2012年4月-2013年3月）
- FUN★TASTIC （ZIP-FM 日曜 21:00-23:00 2013年4月 - 2016年3月）
- ●COCOLO Natural Friday Ⅱ（FM COCOLO 金曜 11:00-16:00 2007年10月-2009年3月）
- ●PIRATES ROCK（FM COCOLO 日曜 20:00-22:00 2012年8月26日）
- ●MUSIC GUMBO （FM802 木曜 22:00-24:00 1989年6月-1995年9月） … FM802開局時から担当
- ●矢口清治のポップ・マガジン （FM大阪 水曜 25:00-27:00 1995年9月-1996年3月）
- ●COUNTDOWN KANSAI （FM大阪 金曜 12:00-20:00 1995年4月-2002年3月） … 1996年3月から担当

## 出版物
- 『これを聴かずにいられるか　ポップスマニュアル70'S』、1996年、随想舎